# إليو
إليو (بالإيطالية: Elio)‏ هو ملحن ومغني ومهندس ومغن مؤلف وممثل إيطالي، ولد في 30 يوليو 1961 في ميلانو في إيطاليا.
تخرج إيليو من جامعة البوليتكنيك في ميلانو حاصلًا على درجة ماجستير في الهندسة الإلكترونية في عام 2002. وكان قد قطع دراسته قبل ذلك بعد النجاح الذي أحرزه في المجال الموسيقي.
تتميز كلمات أغانيه بحس الفكاهة وابتعادها عن التقليد. هذا وكان إليو قد اعتبر فرانك زابا كأحد أكثر الموسيقيين تأثيرًا بالنسبة له.

## وصلات خارجية
- إليو على موقع IMDb (الإنجليزية)
- إليو على موقع روتن توميتوز (الإنجليزية)
- إليو على موقع ألو سيني (الفرنسية)
- إليو على موقع ميوزك برينز (الإنجليزية)
- إليو على موقع ديسكوغز (الإنجليزية)
- إليو على موقع ديسكوغز (الإنجليزية)
- إليو على موقع قاعدة بيانات الفيلم (الإنجليزية)